# امیرحسین فردی
امیرحسین فردی (زاده ۵ مهر ۱۳۲۸ روستای قره‌تپه شهرستان نیر – درگذشته ۵ اردیبهشت ۱۳۹۲ تهران) نویسنده و فعال عرصه ادبیات داستانی بود.
عضویت در حوزه اندیشه و هنر اسلامی، سردبیری و مدیرمسئولی «کیهان بچه‌ها» (به مدت ۳۱ سال)، مؤسس و مدیر مسئول کیهان علمی، مدیریت مرکز آفرینش‌های ادبی حوزه هنری، عضویت در شورای داستان کانون پرورش فکری کودکان و نوجوانان، عضویت در شورای داستان بنیاد حفظ آثار و نشر ارزشهای دفاع مقدس، مسئولیت جشنواره انتخاب کتاب سال شهید حبیب غنی‌پور، مسئولیت شورای ادبیات داستانی نیروی مقاومت بسیج و مدیریت کارگاه قصه و رمان حوزهٔ هنری از سوابق مسئولیت‌های اجرایی وی است.
چندین بار داوری برای کتاب سال وزارت فرهنگ و ارشاد اسلامی، کانون پرورش فکری کودکان و نوجوانان، بنیاد حفظ آثار و نشر ارزش‌های دفاع مقدس، کتاب سال شهید حبیب غنی‌پور، جشنواره ادبیات داستانی بسیج، جشنواره راهیان نور، انجمن قلم ایران، جشنواره قصه‌های قرآنی از تجربه‌های دیگر وی است.
وی از مؤسسین کتابخانه مسجد جوادالائمه (ع) در سال ۱۳۵۳ و تشکیل شورای نویسندگان آن مسجد است که در ادامه به حوزهٔ هنری پیوستند و از ستون‌های اولیهٔ این نهاد بودند. بعدها با تشکیلاتی شدن حوزهٔ هنری و پیوستن آن حوزه به سازمان تبلیغات اسلامی به‌طور مستقل به ادامه فعالیت پرداختند.
او در دورۀ وزارت محمدحسین صفار هرندی و محمود احمدی‌نژاد از اعضای هیئت نظارت و سانسور پیش از چاپ کتب کودک و نوجوان بود.
امیرحسین فردی پنجشنبه، پنجم اردیبهشت ۱۳۹۲، دچار مشکل تنفسی شد و در راه انتقال به بیمارستان لقمان درگذشت. علیرضا متولی زندگی‌نامه شخصی و حرفه‌ای وی را در قالب یک زندگی‌نامهٔ داستانی توسط انتشارات مدرسه برهان منتشر کرد که به چاپ چهارم رسیده‌است. مراسم تکریمی توسط بنیاد نخبگان استان اردبیل در سال ۱۳۹۶ با حضور جمعی از چهره‌های علمی و فرهنگی کشور، شاگردان ایشان و استعدادهای برتر برگزار شد.

## آثار
- گرگ سالی[۷]
- اسماعیل (رمان)[۸]
- سیاه چمن[۹]
- آشیانه در مه
- کوچک جنگلی
- افسانه اصلان
- امام اول
- بقعه شیخ صفی الدین اردبیلی
- تختی افسانه نبود
- خسته نباشی گل بهار
- قصه‌های گل بهار
- روزی که تو آمدی
- ملاقات با آفتاب
- میرزا کوچک خان
- میهمان ملائک[۱]
- هامون، زهکلوت و آن حوالی (سفرنامه)
- یک دنیا پروانه
- یک مشت نقل رنگی
- زیر دیوار سبلان
- سوره بچه های مسجد
- کیهان بچه ها
- کیهان علمی
- اسماعیل
- سیاه چمن
- آشیانه در مه